# آدریان اوکانر
آدریان اوکانر (به انگلیسی: Adrian O'Connor) (زادهٔ ۱۱ ژانویهٔ ۱۹۷۲) شناگر اهل ایرلند است.